# Mataeomera
Genre
Synonymes
- Catoblemma Hampson, 1910[1]
- Matoemera Lower, 1894[1]

Mataeomera est un genre de lépidoptères (papillons) de la famille des Noctuidae.

## Liste d'espèces
Selon BioLib (11 juillet 2020) :
- Mataeomera acrosticha (Turner, 1920)
- Mataeomera anaemacta (Turner, 1920)
- Mataeomera brevipalpis (Turner, 1945)
- Mataeomera coccophaga (Meyrick, 1887)
- Mataeomera dubia Butler, 1886
- Mataeomera ligata (T.P. Lucas, 1895)
- Mataeomera mesotaenia (Turner, 1929)
- Mataeomera porphyris (Turner, 1920)
- Mataeomera punctilinea (Turner, 1945)